# Georg Popel von Lobkowicz

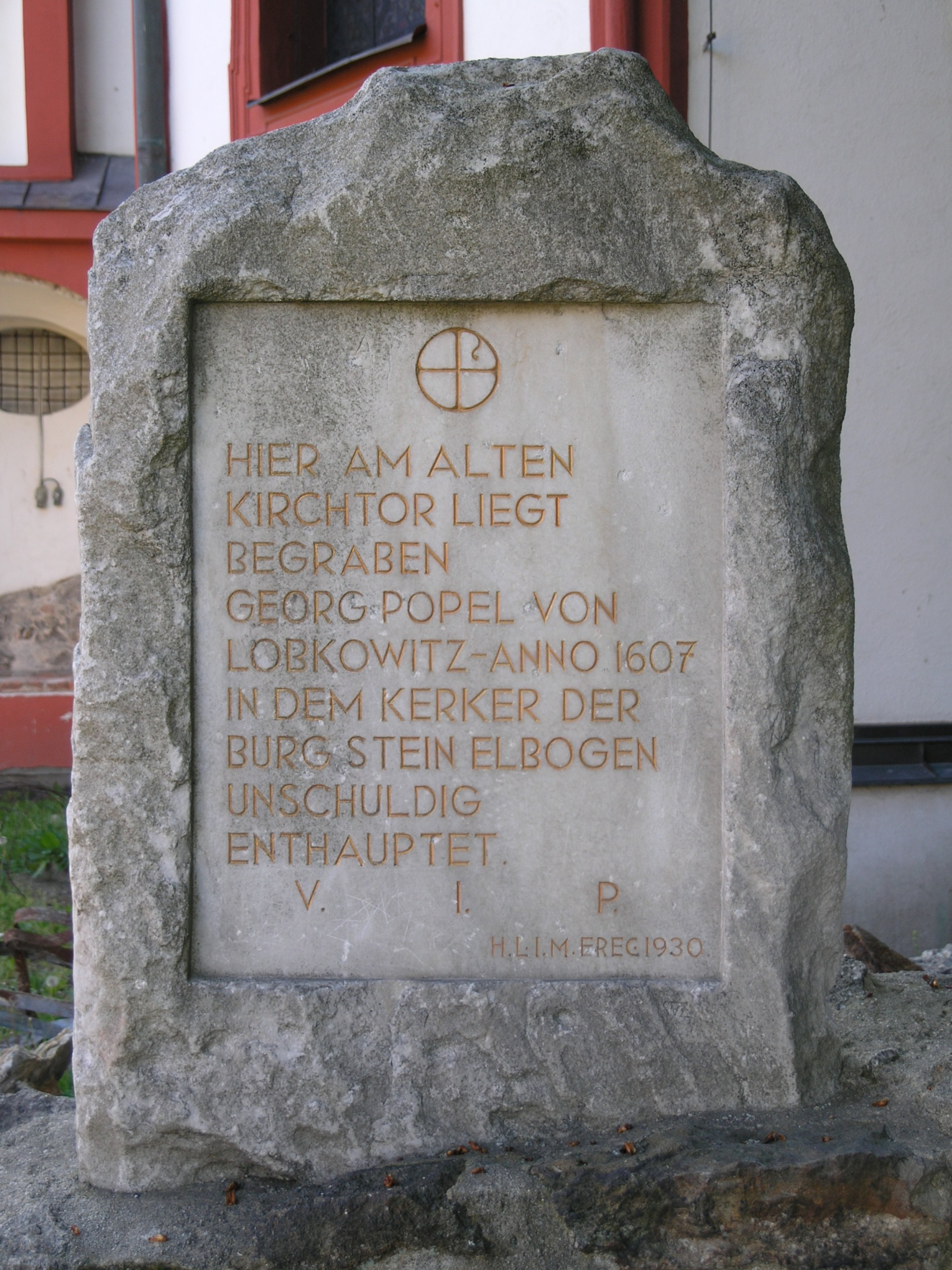
Grabinschrift in Loket, die fälschlich von einem Tod durch Hinrichtung spricht

Georg Popel von Lobkowicz  (tschechisch Jiří Popel z Lobkovic; * um 1551; † 28. Mai 1607 in Elbogen,  Elbogener Kreis) war ein böhmischer Adliger der Gegenreformation und einer der höchsten Hofbeamten des Kaisers Rudolf II. Nachdem der Kaiser ihn für die oppositionelle Haltung des von ihm geleiteten Böhmischen Landtags von 1593 verantwortlich machte, verbrachte er den Rest seines Lebens in Haft.

## Herkunft und Leben
Georg Popel von Lobkowicz war ein Sohn des Johann Popel von Lobkowitz (* 1490, † 1569 in Libochovice bei Raudnitz), der von 1538 bis 1542 Obersthoflehenrichter, anschließend Oberstlandrichter und im Jahre 1554 Obersthofmeister des Königreichs Böhmen war.
Georg Popel, ein Angehöriger des nordböhmischen Geschlechts von Lobkowitz begann seine Laufbahn am Hof des Erzherzogs Ferdinand II. von Tirol, Onkel des Kaisers Rudolf II. Bald wechselte Georg Popel an den kaiserlichen Hof und war dort 1582 bis 1584 Oberstlandrichter und 1585 bis 1594 Obersthofmeister von Böhmen, womit er das zweithöchste der Landesämter bekleidete. Um die Rekatholisierung in Böhmen zu fördern, gründete er 1591 das Jesuitenkolleg in Komotau. Papst Clemens VIII. lobte ihn für diese Bestrebungen.
Bis zum Jahr 1592 stand er unter besonderer Gunst des Kaisers Rudolf II. Dann wurde ihm nach dem Tod des Oberstburggrafen Wilhelm von Rosenberg an dessen Stelle der Vorsitz des Landtags in Prag übertragen. Die Stände opponierten dort gegen den Kaiser und gingen schließlich wieder auseinander, ohne kaiserliche Eingaben zu behandeln. Lobkowitz’ Rolle dabei ist nicht restlos geklärt. Der Kaiser ließ ihn verhaften und erst in Litschau, dann in Glatz verwahren.
Es kam trotz der Einflussnahme der Kirche und seiner Verwandten, insbesondere seiner Tochter Eva Eusebia († 1624), die im Jahr 1606 zusammen mit Philipp Clüver eine Verteidigungsschrift an den Kaiser verfasste, zu keiner Gerichtsverhandlung. Georg Popel von Lobkowitz starb schließlich 1607 in Einzelhaft auf der Burg Elbogen in Westböhmen.